# Coleophora cinerella
Coleophora cinerella é uma espécie de mariposa do gênero Coleophora pertencente à família Coleophoridae.